# Porten (Antarktika)
Porten (norwegisch für Tor) ist ein Gebirgspass im ostantarktischen Königin-Maud-Land. In der Gjelsvikfjella liegt er zwischen dem Von Essenskarvet und dem Nupskammen.
Erste Luftaufnahmen entstanden bei der Deutschen Antarktischen Expedition 1938/39 unter der Leitung Alfred Ritschers. Norwegische Kartografen gaben dem Pass seinen Namen und kartierten ihn anhand von Vermessungen und Luftaufnahmen der Norwegisch-Britisch-Schwedischen Antarktisexpedition (1949–1952) und zwischen 1958 und 1959 angefertigten Luftaufnahmen der Dritten Norwegischen Antarktisexpedition (1956–1960).